# Campionati europei di ciclismo su pista - Inseguimento individuale maschile

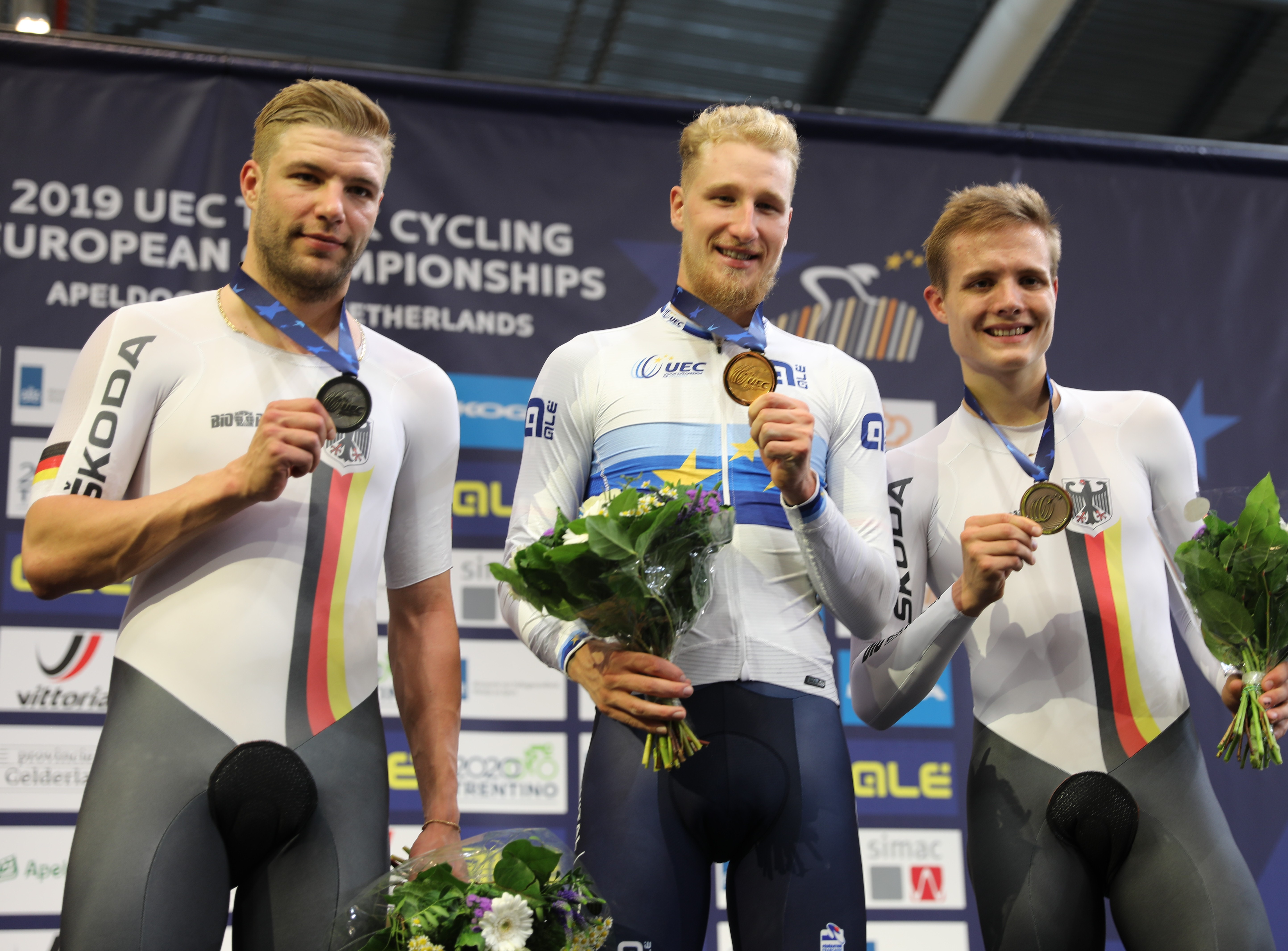
Il podio dell'edizione 2019

L'inseguimento individuale maschile è una delle prove inserite nel programma dei campionati europei di ciclismo su pista. Gara open, è parte del programma dalla quinta edizione dei campionati, nel 2014.

## Albo d'oro
Aggiornato all'edizione 2025.
| Anno | Vincitore          | Secondo             | Terzo               |
| ---- | ------------------ | ------------------- | ------------------- |
| 2014 | Andrew Tennant     | Aleksandr Evtušenko | Kersten Thiele      |
| 2015 | Stefan Küng        | Domenic Weinstein   | Dion Beukeboom      |
| 2016 | Corentin Ermenault | Filippo Ganna       | Dion Beukeboom      |
| 2017 | Filippo Ganna      | Ivo Oliveira        | Domenic Weinstein   |
| 2018 | Domenic Weinstein  | Ivo Oliveira        | Claudio Imhof       |
| 2019 | Corentin Ermenault | Domenic Weinstein   | Felix Groß          |
| 2020 | Ivo Oliveira       | Jonathan Milan      | Lev Gonov           |
| 2021 | Jonathan Milan     | Lev Gonov           | Claudio Imhof       |
| 2022 | Nicolas Heinrich   | Davide Plebani      | Manlio Moro         |
| 2023 | Jonathan Milan     | Daniel Bigham       | Tobias Buck-Gramcko |
| 2024 | Daniel Bigham      | Charlie Tanfield    | Rasmus Pedersen     |
| 2025 | Josh Charlton      | Ivo Oliveira        | Michael Gill        |

## Medagliere
| Pos.   | Paese         | Oro | Argento | Bronzo | Totale |
| ------ | ------------- | --- | ------- | ------ | ------ |
| 1      | Italia        | 3   | 3       | 1      | 7      |
| 2      | Gran Bretagna | 3   | 2       | 1      | 6      |
| 3      | Germania      | 2   | 2       | 3      | 7      |
| 4      | Francia       | 2   | 0       | 0      | 3      |
| 5      | Portogallo    | 1   | 3       | 0      | 4      |
| 6      | Svizzera      | 1   | 0       | 1      | 2      |
| 7      | Russia        | 0   | 2       | 1      | 3      |
| 8      | Paesi Bassi   | 0   | 0       | 2      | 3      |
| 9      | Danimarca     | 0   | 0       | 1      | 1      |
| Totale | Totale        | 12  | 12      | 12     | 36     |

| Pos. | Atleta             | Oro | Argento | Bronzo | Totale |
| ---- | ------------------ | --- | ------- | ------ | ------ |
| 1    | Jonathan Milan     | 2   | 1       | 0      | 3      |
| 2    | Corentin Ermenault | 2   | 0       | 0      | 2      |
| 3    | Ivo Oliveira       | 1   | 3       | 0      | 4      |
| 4    | Domenic Weinstein  | 1   | 2       | 1      | 4      |
| 5    | Filippo Ganna      | 1   | 1       | 0      | 2      |
| 5    | Daniel Bigham      | 1   | 1       | 0      | 2      |
| 7    | Andrew Tennant     | 1   | 0       | 0      | 1      |
| 7    | Stefan Küng        | 1   | 0       | 0      | 1      |
| 7    | Nicolas Heinrich   | 1   | 0       | 0      | 1      |
| 7    | Josh Charlton      | 1   | 0       | 0      | 1      |